# Елинор Глин
Елинор Глин (на английски: Elinor Glyn) е британска журналистка и социален коментатор, сценаристка и писателка на произведения в жанра социална драма, любовен роман (скандален за времето си,) и документалистика. В България е издавана и като Елинър Глин.

## Биография и творчество
Елинор Глин е родена на 17 октомври 1864 г. в Сейнт Хелиър, Джърси, Нормандски острови, Великобритания. Тя е по-малката дъщеря на Дъглас Съдърланд, строителен инженер от шотландски произход, и съпругата му Елинор Сондърс от англо-френско семейство, което се е установило в Канада. Баща ѝ умира от коремен тиф, когато Елинор е на два месеца, и майка ѝ се връща в дома на родителите си в Гуелф в каменна къща до университета. Там тя е обучавана от англо-ирландската си баба Луси Сондърс за обществото от висшата класа, с което тя влиза в аристократичните кръгове при завръщането ѝ в Европа. Майката на Глин се омъжва повторно през 1871 г. за Дейвид Кенеди и семейството се завръща в Джърси, когато Глин е на около осем години. Последвалото ѝ образование в къщата на втория ѝ баща е от гувернантки. От малка чете много в семейната библиотека.
Елинор се омъжва на 27 април 1892 г., на 28-годишна възраст, за Клейтън Луис Глин, богат, но разточителен адвокат и земевладелец от Есекс. Имат две дъщери – Марго и Жулиет, но бракът се проваля през 1900 г. поради взаимна несъвместимост, фактически преди неговата смърт през 1915 г.
Започва да пише романи през 1900 г. Първият ѝ роман „Посещенията на Елизабет“ е издаден през 1901 г. и е базиран на писма до майка ѝ, които описват слабостите и любопитството на група европейски аристократи. Романът е успешен и ѝ позволява да пътува до Италия, Франция и Египет. Тъй като съпругът ѝ затъва в дългове от около 1908 г., се налага да пише поне по един роман годишно. Заради проблемния си брак тя започва да има афери с различни британски аристократи, като тези ѝ афери вдъхновяват някои от нейните произведения, като романа „Шест седмици“. Около 1907 г. тя обикаля САЩ, което води до книгата ѝ „Елизабет посещава Америка“ от 1909 г.
В периода 1907 – 1916 г. тя има дълга връзка с лорд Кързън, бивш вицекрал на Индия. За нея, след смъртта на съпруга ѝ, той наема през 1915 г. Монтагю Хаус в Южен Съмърсет. През 1916 г. тя научава от сутрешните вестници за годежа на Кързън с Грейс Дъган и изгаря 500 любовни писма в камината, като никога повече не говори с Кързън.
Елинор Глин става пионер в рискования жанр на еротичния любовен роман, който е насочен към жените читателки, което е радикална идея за времето си. В романа си „Човекът и моментът“ от 1914 г. авторката въвежда използването на думата it (заради прозвището The It Girl). Думата означава характеристика на героите, която „привлича всички останали с магнетична сила, което може и да е качеството на ума, да е качество на физическо привличане, или като евфемизъм на сексуално привличане.
По време на Първата световна война тя става военен кореспондент, работещ във Франция. При подписването на Версайския договор на 28 юни 1919 г. тя е една от само двете присъстващи жени. След войната, през 1920 г. заминава за Холивуд за снимките на романа си „Великият момент“. През 1919 г. тя подписва договор с International Magazine Company на Уилям Рандолф Хърст за писане на истории и статии, които включват клауза за правата върху филма. Отива в Англия, където пише сценарии от продуцентската компания Famous Players–Lasky, за списание „Космополитън“ и за други издания на компанията на Хърст, като дава лайфстайл съвети на дамите, как да запазят мъжете си и съвети за здраве и красота. Книгата ѝ „Системата за писане на Елинор Глин“ от 1922 г. представя как тя пише за холивудските студия и редакторите на списания от онова време.
Елинор Глин е една от най-известните жени сценаристи през 20-те години на XX век, като има участие в 28 сценария или истории, три продуцентски участия, две режисури и кратка епизодична роля. Първият ѝ сценарий е за филма „Великият момент“ от 1921 г. с участието на Глория Суонсън. Работи за „Метро-Голдуин-Майер“ и за „Парамаунт Пикчърс“ в Холивуд. Някои от сценариите са по нейните романи, като „Три седмици“ или „Неговият час“. През 1930 г. пише първия си сценарий за говорещ филм – „Такива мъже са опасни“, който е последният ѝ в САЩ. На нея се приписва и рестайлингът на Глория Суонсън като елегантна звезда, изгряването на Рудолф Валентино и на актрисата Клара Боу. През 1929 г. тя се завръща в Англия, установявайки се в Лондон, отчасти поради данъчни изисквания, и се опитва да създаде собствена продуцентска компания, но начинанието не е успешно.
Елинор Глин умира на 23 септември 1943 г. в Челси, Лондон, Англия.

## Произведения

### Самостоятелни романи
- The Seventh Commandment (1902)[1][2]
- The Reflections Of Ambrosine (1903)
- The Vicissitudes of Evangeline (1905)
- Beyond the Rocks (1906)
- His Hour (1910)
Неговият час, изд. „МАГ 77“ Пловдив (1992), прев. Радка Крапчева
- Halcyone (1912)
- Love Itself (1912)
Тайната на любовта, изд. „Румена“ (1992), прев. Радка Крапчева
- The Reason Why (1912)
Защо Зара?, изд. „Боивест“ Пловдив (1992), изд. „МАГ 77“ Пловдив (1992), изд.: ИК „Хермес“, Пловдив (1992), прев. Радка Крапчева
Заради теб, изд. „Милениум“ (2016), прев. Радка Крапчева
- Guinevere's Lover (1913)
- The Sequence (1913)
- Your Affectionate Godmother (1914)
- The Career of Katherine Bush (1916)
- Six Days (1924)
Шест дни, изд.: ИК „Хермес“, Пловдив (1993), прев. Радка Крапчева
- The Great Moment (1925)
Циганска кръв, изд.: ИК „Хермес“, Пловдив (1992), прев. Радка Крапчева
- Man and Maid (1925)
- This Passion Called Love (1925)
- Love's Blindness (1926)
Сляпа любов, изд. „МАГ 77“ Пловдив (1992), изд.: ИК „Хермес“, Пловдив (1993), прев. Радка Крапчева
- It (1927)
- The Man and the Moment (1927)
- Eternal Youth (1928)
- Red Hair (1928)
- Love's Hour (1932)
- Such Men are Dangerous (1933)
- Sooner Or Later (1934)
- Did She? (1934)
- The Third Eye (1940)

### Поредица „Елизабет“ (Elizabeth)
1. The Visits Of Elizabeth (1901)[1][2]
2. Elizabeth Visits America (1909)

### Поредица „Три седмици“ (Three Weeks)
1. Three Weeks (1907)[2]
2. One Day (1909) – анонимно
3. High Noon (1910) – анонимно

### Поредица „Цената на нещата“ (The Price Of Things)
1. Family (1919) – издаден и като The Price Of Things[1]
2. Glorious Flames (1932)

### Сборници
- The Contrast and Other Stories (1913)[1]
- "It" and Other Stories (1927)[39]
- Saint or Satyr? and Other Stories (1933)

### Документалистика
- The Damsel and the Sage (1903)[1][2]
- The Sayings of Grandmamma (1908)
- Letters to Caroline (1914)
- Three Things (1915)
- Destruction (1918)
- The Point Of View (1920)
- The Elinor Glyn System of Writing (1922)
- The Philosophy of Love (1923)
- The Wrinkle Book, Or, How to Keep Looking Young (1927)
- Romantic Adventure (1937) – автобиография
- Keep Young and Beautiful (1982) – с Барбара Картланд

### Екранизации
- 1914 Three Weeks
- 1916 One Day
- 1917 One Hour
- 1917 Három het – по Three Weeks
- 1918 The Reason Why
- 1918 The Man and the Moment
- 1918 A Sphynx – по When the Hour Came
- 1919 The Career of Katherine Bush
- 1919 Halcyone
- 1919 Érdekházasság – по „Защо Зара?“
- 1921 The Great Moment – с Глория Суонсън
- 1922 Beyond the Rocks
- 1923 Six Days
- 1924 Three Weeks
- 1924 His Hour
- 1925 Man and Maid
- 1925 Soul Mates – по „Защо Зара?“
- 1926 Love's Blindness
- 1927 It
- 1928 Mad Hour – по The Man and the Moment
- 1928 Red Hair
- 1929 The Man and the Moment
- 1930 Knowing Men
- 1930 Such Men Are Dangerous – с Уорнър Бакстър
- 1930 The Price of Things
- 1977 Romance – тв сериал, 1 епизод